# Фелан, Джим
Джим (Джеймс) Лео Фе́лан (англ. Jim Phelan; 1895, Соединённое Королевство Великобритании и Ирландии — 1966) — ирландский прозаик, политик. Участник революционных событий в Дублине 1922 года.

## Биография
Родился в Ирландии. Жил в районе Инчикор Дублина. С детства у него развилась страсть к путешествиям, которую он объяснял тем, что жил недалеко от оживленного портового города и рос с отцом, который много путешествовал, и матерью, которая постоянно рассказывала ему сказочные истории о путешествиях. Много раз убегал из дома.
В 18-летнем возрасте, не желая вступать в брак по принуждению, на борту нефтяного танкера, отправился в Галвестон (Техас).
Позже вернулся в Ирландию, занимался различными профессиями. В своих книгах обозначил себя, как кузнеца, журналиста, судового пожарного, киносценариста, бармена, телеведущего, актёра, стрелка, каторжника и бродягу.
Разделяя республиканские взгляды, включился национально-освободительное движение 1920-х годов, стал активистом Ирландской гражданской армии.
В январе 1922 года, после провозглашения Ирландского Свободного государства, он и группа коммунистов и безработных, под руководством Лайама О’Флаэрти, захватили городскую ратушу в Дублине и вывесили красный флаг, призывая к социалистической революции, однако товарищи из левого крыла ИРА не поддержали их, и восставшим пришлось скрываться и эмигрировать.
Во время гражданской войны в Ирландии 1922—1923 гг. Д. Фелан участвовал в ограблении почтового отделения в Бутл (Англия), во время которого произошло убийство. Хотя вина его не была доказана в суде, он был приговорён к смертной казни через повешение и отправлен в Манчестерскую тюрьму.
Накануне казни в 1924 году министр внутренних дел заменил её приговором к пожизненному заключению. После этого Д. Фелан провёл в тюрьме еще 13 лет, отбывая срок в разных тюрьмах. Позже использовал свой опыт в нескольких книгах о тюремной жизни.
После освобождения из тюрьмы в 1937 году Фелан поклялся никогда больше не жить в четырёх стенах и вернулся к жизни бродяги.
В годы Второй мировой войны Д. Фелан выступал против фашистской агрессии.

## Творчество
Дебютировал в 1937 году. В произведениях 1930—1940-х гг. изображена тяжёлая жизнь ирландского крестьянина: «Поденщики» («Ten-a penny people», 1938), «Луна в реке» («Moon in the river», 1946), «Рассказы у очага» («Turf-fire tales», 1947).
В центре романа об освободительной борьбе ирландского народа в 1919—1921 гг. «Зеленый вулкан» («Green volcano», 1938, рус. пер. 1941) — проблема классовых противоречий внутри национального движения. В повести «…И винтовками, и дубинами» («…And blackthorns», 1944, рус. пер. 1947) даны эпизоды из жизни ирландских крестьян, показана их готовность бороться за свои права.
В документально-художественных повестях «Дно» («Underworld», 1953), «Преступники в реальной жизни» («Criminals in real life», 1956), «Двадцать лет в кандалах» («Fetters for twenty», 1957), «Девять убийц и я» («Nine murderers and me», опубл. 1968) Д. Фелан обратился к изображению деклассированного мира бродяг и преступников.